# 尊師進行曲
尊師進行曲（そんしマーチ），是奧姆真理教的一首曲子，別稱麻原彰晃進行曲。歌詞中包含了麻原彰晃競選的眾議院選區東京都第4區（東京都澀谷區、中野區、杉並區）的地名，以及真理黨的政策，如「廢止消費稅」和「教育改革」。

## 外部連結
- 尊師マーチ （页面存档备份，存于）